# The Evolution Tour
The Evolution Tour to pierwsza solowa trasa promocyjna amerykańskiej piosenkarki R&B Ciary. Zagrała siedemnaście koncertów, zaczynając od klubu "Love" 26 października 2006 kończąc w teatrze Nokii 10 grudnia 2006.
Podczas trasy, Ciara zaprezentowała nowe kawałki z jej drugiej solowej płyty The Evolution, którymi były: That’s Right, Like a Boy, Promise, "Make It Last Forever", Get Up oraz "I’m Just Me". Wykonała również swoje starsze utwory, czyli Goodies, 1, 2 Step oraz Oh.
Podczas ostatniego występu Ciary, przebieg koncertu na żywo nadawała stacja AOL Music.

## Set Lista
1. "Goodies"
2. "Oh"
3. "Make It Last Forever"
4. "Thug Style"
5. Medley: "So What"/"Like You"/"Lose Control"
6. "Like a Boy"
7. "Hotline"
8. "I’m Just Me"
9. "Promise"
10. "That’s Right"
11. "1, 2 Step"
12. "Get Up"

## Daty koncertów
| Data            | Miasto       | Państwo | Miejsce               |
| --------------- | ------------ | ------- | --------------------- |
| 26 października | Waszyngton   | USA     | Love                  |
| 28 października | Allentown    | USA     | Crocodile Rock        |
| 1 listopada     | Toronto      | Kanada  | Guvernment            |
| 3 listopada     | Indianapolis | USA     | Vogue                 |
| 4 listopada     | Milwaukee    | USA     | The Rave              |
| 5 listopada     | Chicago      | USA     | House of Blues        |
| 7 listopada     | Denver       | USA     | Fillmore Auditorium   |
| 9 listopada     | Park City    | USA     | Harry O's             |
| 11 listopada    | Claremont    | USA     | Claremont College     |
| 12 listopada    | San Diego    | USA     | House of Blues        |
| 13 listopada    | Anaheim      | USA     | House of Blues        |
| 15 listopada    | Seattle      | USA     | Moore Theatre         |
| 18 listopada    | Las Vegas    | USA     | House of Blues        |
| 19 listopada    | Tempe        | USA     | Marquee Theatre       |
| 7 grudnia       | Atlanta      | USA     | Center Stage          |
| 8 grudnia       | Hartford     | USA     | Hartford Civic Center |
| 10 grudnia      | Nowy Jork    | USA     | Nokia Theatre         |